# بيت الجبل (الشاهل)

تعديل مصدري - تعديل

بيت الجبل هي إحدى قرى عزلة جانب الشام بمديرية الشاهل التابعة لمحافظة حجة، بلغ تعداد سكانها 729 نسمة حسب تعداد اليمن لعام 2004.